# Unerwünschte telefonische Werbung
Als unerwünschte telefonische Werbung, auch Cold Calls, Kaltanrufe oder Kaltakquise, gelten sogenannte Initiativ-Anrufe durch Unternehmen gegenüber Privatpersonen.

## Europäische Union
In der Europäischen Union begrenzt Art. 13 der Datenschutzrichtlinie für elektronische Kommunikation die Telefonwerbung. Beim Umsetzen der EU-Vorschriften in nationales Recht bestimmt der Mitgliedstaat, welche Form der Werbung gegenüber Verbrauchern zulässig ist. Dabei gibt es zwei wesentliche Varianten. Beim Opt-out-System darf der Verbraucher bis zum aktiven Widerspruch angerufen werden. Das Opt-in-System setzt voraus, dass der Verbraucher die aktive Einwilligung zum Anruf gegeben hat. Die EU-Vorschrift erzwingt es, dass Unternehmen und andere Nicht-Verbraucher „ausreichend“ geschützt werden.

## Deutschland

### Rechtliches
Derartige, vom Angerufenen nicht ausdrücklich genehmigte Anrufe werden in Deutschland durch das Gesetz gegen den unlauteren Wettbewerb untersagt. 2018 sind bei der Bundesnetzagentur über 62.000 Verbraucherbeschwerden zu Telefonwerbung eingegangen.
Bei Missbrauch oder Zuwiderhandlung ist seit dem 9. Oktober 2013 ein Bußgeld bis zu 300.000 € möglich, (§ 20 Abs. 2 Gesetz gegen den unlauteren Wettbewerb, UWG). Die zwischen dem 4. August 2009 und dem 9. Oktober 2013 geltende Bußgeldobergrenze von 50.000 € wurde durch Inkrafttreten des Gesetzes gegen unseriöse Geschäftspraktiken versechsfacht.

„Cold-Call-Unternehmen sind heute Teil der organisierten Kriminalität. Diese
lässt sich nicht durch halbherzige Gesetzesverschärfungen abschrecken; es muss vielmehr verhindert werden, dass diese Kreise überhaupt in den Besitz von personenbezogenen Daten kommen.“

#### Bekämpfung unerlaubter Telefonwerbung
Der Deutsche Bundestag beschloss am 26. März 2009 Lesung das Gesetz zur Bekämpfung unerlaubter Telefonwerbung und zur Verbesserung des Verbraucherschutzes bei besonderen Vertriebsformen. Es trat am 4. August 2009 in Kraft. Das Artikelgesetz sieht verschiedene Änderungen und Klarstellungen im Bürgerlichen Gesetzbuch (BGB), dem Gesetz gegen den unlauteren Wettbewerb (UWG), dem Telekommunikationsgesetz und der BGB-Informationspflichten-Verordnung vor.
Verstöße gegen das schon zuvor bestehende Verbot der unerlaubten Telefonwerbung können nun mit einer Geldbuße bis zu 50.000 € geahndet werden. Der § 7 Abs. 2 Nr. 2 UWG wurde so umformuliert, dass ein Werbeanruf nur dann als zulässig zu betrachten ist, wenn der Angerufene vorher ausdrücklich erklärt hat, Werbeanrufe erhalten zu wollen. Bei Werbeanrufen darf der Anrufer seine Rufnummer nicht mehr unterdrücken, um seine Identität zu verschleiern. Bei Verstößen gegen diese Regelung drohen den Anrufern Geldbußen bis zu 10.000 €. Der Verbraucher bekommt außerdem mehr Möglichkeiten, Verträge zu widerrufen, die telefonisch abgeschlossen wurden. Auch Verträge über den Bezug von Zeitungen, Zeitschriften und Illustrierten sowie Lotterie-Dienstleistungen können nun – anders als zuvor – widerrufen werden.
Schon das UWG in der alten Fassung stellte werbende Telefonanrufe ohne Einwilligung des Verbrauchers als unzumutbare Belästigung dar. Untersagt waren und sind Telefonanrufe, die eine Wettbewerbshandlung darstellen, d. h. Anrufe, die den Zweck verfolgen, den Absatz oder den Bezug von Waren, die Erbringung oder der Bezug von Dienstleistungen zu fördern. Eingeschlossen sind hierin unbewegliche Sachen, Rechte und Verpflichtungen (§ 7 Abs. 1 und 2 Nr. 2, 1. Alt. i. V. m. § 3 und § 2 Abs. 1 Nr. 1 UWG).
Nach einem Urteil des Oberlandesgericht Frankfurt am Main aus dem Jahre 2005 genügt das Vorliegen einer Geschäftsbeziehung nicht zur Annahme einer konkludenten oder ausdrücklichen Einwilligung eines Verbrauchers zu Werbeanrufen. Im vorliegenden Fall hatte eine Versicherungsgesellschaft eine Verbraucherin, die als Kundin bei dieser versichert war, angerufen, um den Abschluss weiterer Versicherungen zu erreichen. Das OLG Frankfurt am Main in seiner Urteilsbegründung:

„Die demnach erforderliche Einwilligung des Versicherungsnehmers in solche Anrufe kann nicht darin gesehen werden, dass der Kunde bei Abschluss des Versicherungsvertrages ohne nähere Erläuterung seine Telefonnummer mitgeteilt hat. Denn hiermit bringt der Versicherungsnehmer regelmäßig nur sein Einverständnis zum Ausdruck, im Rahmen des bestehenden Versicherungsverhältnisses und des durch ihn begründeten Bereichs des Versicherungsschutzes angerufen zu werden (vgl. BGH – Telefonwerbung V, S. 220 f.). Hierzu gehören etwa Anrufe anlässlich der Bearbeitung eines Schadensfalles oder zur Erinnerung an die Zahlung der Versicherungsprämien.“

Der Begriff der „Werbung“ wird nicht im UWG selbst, sondern auf europäischer Ebene definiert. Er geht letztlich auf Art. 2 Nr. 1 der EU-Irreführungsrichtlinie vom 10. September 1984 zurück, die durch die EU-Richtlinie zur vergleichenden Werbung vom 6. Oktober 1997 geändert und ergänzt worden war. Danach ist Werbung

„…jede Äußerung bei der Ausübung eines Handels, Gewerbes, Handwerks oder freien Berufes mit dem Ziel, den Absatz von Waren oder die Erbringung von Dienstleistungen, einschließlich unbeweglicher Sachen, Rechte und Verpflichtungen zu fördern.“

Rechtlich bislang nicht abschließend geklärt ist die Frage, ob bei einem Anruf eines Unternehmens mit bestehendem Geschäftsverhältnis dieses innerhalb eines das Vertragsverhältnis betreffenden Gesprächs ein branchenfremdes Angebot unterbreiten darf.

#### Ahndung
Die Bundesnetzagentur ahndet Verstöße gegen die gesetzlichen Bestimmungen, sie nimmt Anzeigen per Formblatt oder per E-Mail entgegen. Bei einer gesicherten Beweislage ergreift die Bundesnetzagentur nach eigenen Angaben wegen des Rufnummernmissbrauchs Maßnahmen, wie die Abschaltung der Rufnummer, Rücknahme der Dialerregistrierung u. ä.
57.000 schriftliche Beschwerden gingen nach Inkrafttreten des neuen Gesetzes am 4. August 2009 bis April 2010 bei der Bundesnetzagentur ein. Die Behörde verhängte in elf Verfahren Bußgelder in einer Gesamthöhe von 694.000 €, zuletzt allein in zwei Fällen 194.000 €. Die Bundesnetzagentur rief die Verbraucher weiterhin zu Anzeigen auf. Im Jahr 2014 stieg die Zahl auf 66 Verfahren, mit einer Summe von insgesamt 700.000 € blieb die Höhe der verhängten Bußgelder jedoch fast gleich. Im Jahr 2023 gab es 34.714 Beschwerden und Bußgelder in Höhe von 1,435 Mio. Euro.

#### Meinungs- und Marktforschung
Zur rechtlichen Situation bei Anrufen durch Marktforschungsinstitute gibt es mittlerweile Urteile, die eine Anrufberechtigung bei Verbrauchern verneinen. So urteilte das Oberlandesgericht Stuttgart in seiner Entscheidung vom 17. Januar 2002:

„Die gleichen Grundsätze wie für eine unaufgeforderte Telefonwerbung gelten auch für unaufgeforderte Verbraucherumfragen, die von Marktforschungsunternehmen in gewerblichem Auftrag durchgeführt werden.“

Das Landgericht Hamburg führt dazu aus:

„Auch bei Anrufen zu Marktforschungszwecken überwiegt demnach das Interesse des einzelnen Betroffenen, ein Eindringen in seine Privatsphäre zu verhindern, gegenüber den Interessen des Marktforschungsunternehmens.“

### Praxis
Laut Umfrage der Gesellschaft für Konsumforschung (GfK) kam es allein im ersten Quartal 2006 zu 82,6 Millionen unaufgeforderten Anrufen in Deutschland. Die Verbraucherzentrale (Vzbv) geht von 300 Millionen unaufgeforderten Werbeanrufen im Jahr aus. Obwohl eine Selbstverpflichtung der CallCenter-Branche vorliegt, ignorieren auf kurzfristigen Profiterfolg abzielende Unternehmen die Arbeit der Branchenvertreter. Die Gesetzesänderung von 2009 zielte unter anderem darauf, unerwünschte Kaltanrufe zu unterbinden.

### Abwehrmöglichkeiten
Nach § 8 UWG kann gegenüber dem, der unzulässige Telefonwerbung durchführt, auf Beseitigung und bei Wiederholungsgefahr Anspruch auf Unterlassung erhoben werden. Der Anspruch auf Unterlassung steht dem Angerufenen unter Berufung auf § 823, § 1004 BGB zu, da ein "Cold Call" eine unzulässige und unterlassungsfähige Belästigung darstellt. Auch können Mitbewerber, rechtsfähige Verbände zur Förderung gewerblicher oder selbständiger beruflicher Interessen, Handwerkskammern, Verbraucherschutz- und Wettbewerbszentralen einen Verstoß gegen § 7 UWG und gemäß § 8 UWG einen Anspruch auf Unterlassung geltend machen.
Zudem können Verbraucherschützer und entsprechende Verbände den durch das unlautere Handeln erzielten Gewinn des Unternehmens einfordern und dem Bundeshaushalt zufließen lassen. Der Verbraucherschutz kann nach Übermittlung der Namen des ausführenden Unternehmens oder Auftraggebers und des jeweiligen Gesprächsgegners tätig werden. Das gesetzlich festgelegte Verbot unerlaubter Telefonwerbung wird in Deutschland von der Netzbehörde festgeschrieben. Bei Verstößen gegen das Verbot der unerlaubten Telefonwerbung kann die Bundesnetzagentur nach dem UWG Bußgelder bis zu 50.000 € verhängen; bei Anrufen mit unterdrückter oder verfälschter Rufnummernanzeige bis zu 10.000 €.
Des Weiteren sind Telefonprovider zur Herausgabe von Namen und zustellungsfähiger Anschriften eines am Post-, Telekommunikations-, Tele- oder Mediendiensteverkehr Beteiligten gegenüber anspruchsberechtigten Stellen verpflichtet, auch gegenüber Verbraucherschützern.
Darüber hinaus gibt es technische Möglichkeiten unerwünschte Anrufer mit Hilfe einer Telefonanlage (z. B. einer Fritz!Box) abzuwehren. Über Rufnummernfilter können bestimmte Rufnummern oder Anrufe mit unterdrückter Rufnummer abgewiesen oder auf einen Anrufbeantworter umgeleitet werden.

### Selbstkontrolle der Werbenden
1971 führte der Deutsche Dialogmarketing-Verband die Robinsonliste für Brief- bzw. Katalogpost ein. In dieser können Privatpersonen der Werbezusendung widersprechen. Seit dem 1. Oktober 2005 können Verbraucher ihren Eintrag anhand von 13 Kategorien spezifizieren, indem sie nur bestimmte Produkt- und Themenkreise auswählen, über die sie keinesfalls informiert werden wollen. Die Eintragung der eigenen Telefonnummer auf die Robinsonliste stellt durch den monatlichen Abgleich der Kundendaten sicher, dass zumindest seriöse Telemarketingfirmen nicht anrufen.
Darüber existieren mehrere Ehrenkodizes von Mitgliedern des Verbandes. Darin werden Selbstverpflichtungen für Unternehmen angeboten, in denen auch Methoden genannt sind, die nicht eingesetzt werden sollten. Insbesondere wird auf die Datenschutzbestimmungen, die Beachtung der Robinsonliste und das Unterlassen vorgetäuschter Meinungs- oder Marktforschungsumfragen sowie der Methoden des „Druckverkaufs“ hingewiesen.
Seit 2001 führt der Interessenverband Deutsches Internet die Robinsonlisten für E-Mail, Mobilfunk und Festnetztelefon gegen unerlaubte elektronische Kontaktaufnahme im Rahmen des Verbraucherschutzes. Hier können sich Verbraucher kostenlos eintragen und werden von einigen hundert Unternehmen der Werbebranche nicht mehr kontaktiert. Ein Schutz vor Werbetreibenden, die sich nicht an die Listen halten, ist so jedoch nicht gesichert.

## Österreich
In Österreich sind Kaltanrufe in § 107 des 2003 erlassenen Telekommunikationsgesetzes (TKG 2003) geregelt. Unzulässig sind laut diesem Paragrafen jene Anrufe, die einen werbenden Charakter haben und ohne vorherige Einwilligung des Angerufenen erfolgen (Abs 1 leg. cit.). Wie in Deutschland ist es in Österreich Marktforschungsunternehmen gestattet, Kaltanrufe durchzuführen, wenn diese tatsächlich der anonymen Datenerhebung dienen.
Unerlaubte Kaltanrufe können gemäß § 109 Abs. 4 Z. 8 TKG 2003 mit einer Verwaltungsstrafe von bis zu 58.000 € geahndet werden. Anzeigen können beim zuständigen Fernmeldebüro erstattet werden. Obwohl die Anrufe an sich illegal sind, sind dadurch zustande gekommene Verträge in Österreich rechtsgültig. Um die Konsumenten besser zu schützen, wurde im März 2011 im Nationalrat ein Paket verabschiedet, welches unter anderem das Rücktrittsrecht von solchen Verträgen neu regelt.

## Schweiz
Seit dem 1. April 2012 sind Werbeanrufe an Teilnehmer, die ihren Telefonbucheintrag mit einem Sternsymbol (*) gekennzeichnet haben (opt out), nach UWG Art. 3 Abs. 1 Bst. u verboten. Bei Zuwiderhandlung können die Angerufenen bei der Polizei einen Strafantrag stellen. Unerwünschte Anrufe können auch dem Staatssekretariat für Wirtschaft (SECO) gemeldet werden.

### Deutschland
- Themenportal der Bundesnetzagentur
- Unerlaubte Telefonwerbung beim Bundesministerium der Justiz und für Verbraucherschutz
- Ungewollte Werbeanrufe: Hilfe gegen Telefonwerbung der Verbraucherzentrale Nordrhein-Westfalen
- Gesetz gegen den unlauteren Wettbewerb (Gesetzestext)

### Schweiz
- Unerbetene Werbeanrufe des Staatssekretariats für Wirtschaft der Schweizer Eidgenossenschaft